# پوتیفیگاری
پوتیفیگاری (به ایتالیایی: Putifigari) یک کومونه در ایتالیا است که در استان ساساری واقع شده‌است.

## خصوصیات
پوتیفیگاری ۵۳٫۱ کیلومترمربع مساحت و ۷۲۹ نفر جمعیت دارد.